# Don C. Talayesva
Don C. Talayesva est un Indien hopi né à Oraibi (Arizona) en mars 1890 et mort en 1985. En 1938, Leo W. Simmons, sociologue américain, lui demanda d'écrire sa biographie afin que le lecteur soit à même de « se glisser dans la peau d'un Hopi » et de voir la vie indienne par ses yeux.

## Soleil hopi
Soleil hopi est l'autobiographie de Don C. Talayesva, un Indien hopi, chef du clan du Soleil. Le titre anglais est Sun Chief.

## Publications
- Don C. Talayesva et Leo W. Simmons (trad. de l'anglais par Geneviève Mayoux, préf. Claude Lévi-Strauss), Soleil hopi : autobiographie d'un Indien hopi [« Sun Chief: The Autobiography of a Hopi Indian »], Paris, Plon, coll. « Terre humaine », 1959 (réimpr. 1980, 1984, 1990), 461 p..